# Kannabateomys amblyonyx
{{#ifeq:0|0|{{#if:|{{#if:Kannabateomysamblyonyx|[[]}}|}}}}
Kannabateomys amblyonyx (атлантичний бамбуковий щур) — вид гризунів родини щетинцевих, що зустрічається в південно-східній Бразилії, в східному Парагваї і на північному сході Аргентини. 

## Морфологія
Морфометрія. Довжина голови й тіла: 247, довжина хвоста: 321, довжина задньої лапи: 23 мм, вага: 475 грам. 
Опис. Великий гризун; спина має світло-золотисто-коричневий колір вздовж середньої лінії, що поступово переходить в червонувато-коричневий з боків. Черево і щоки червонувато-білі. Дуже довгий хвіст дуже густо вкритий шерстю перші 6 см після спини, потім не так густо й завершується чіткою китицею.

## Поведінка
Це нічний і деревний вид, що трапляється в зоні вологих тропічних лісів, в бамбукових заростях поблизу води. Якщо його потурбувати, дає гучний скрип чи крик. 